# Luis Joaquín Fernández de Córdoba y Benavides
Luis Joaquín Fernández de Córdoba y Benavides (Real Sitio de San Ildefonso, 12 d'agost de 1780 - Madrid, 7 de juliol de 1840) va ser un noble espanyol, XIV duc de Medinaceli i cap d'aquesta casa nobiliària.
Fill de Luis María Fernández de Córdoba y Gonzaga i Joaquina María de Benavides y Pacheco. En la seva persona es van reunir els títols dels ducs de Medinaceli, per part de pare, i dels de Santisteban del Puerto, per part de la seva mare. Gran d'Espanya de primera classe, gentilhome de cambra del rei, i que heretà els títols, estats i mayorazgos el 1806, esdevenint cap de la casa de Medinaceli a la mort del seu pare.

## Família
Es va casar amb María Concepción Ponce de León y Carvajal. Va tenir els següents fills:
- María Dolores (1807-?)
- María de la Natividad (1811-c.1868)
- María de África (1812-1866)
- Luis Tomás (1813-1873)
- Antonio María (1820-1853)

## Títols
A continuació hi ha la relació de títols que va ostentar al llarg de la seva vida i l'any d'obtenció, i el de transmissió si no aquesta no es produeix a la seva mort.
Ducats
- XI Duc de Camiña (1805)
- IV Duc de Santisteban del Puerto
- XII Duc d'Alcalá de los Gazules
- XVI Duc de Cardona (1806)
- XIII Duc de Feria (1806)
- XIV Duc de Medinaceli (1806)
- XV Duc de Sogorb (1806)

Marquesats
- IX Marquès de Solera (1782)
- XII Marquès de Cogolludo (1789-1806)
- XI Marquès de Montalbán (1789-1813)
- XI Marquès de Villalba (1789-1813)
- XIII Marquès de las Navas (1805)
- XV Marquès de Villa Real (1805)
- X Marquès d'Acalá de la Alameda (1806)
- X Marquès d'Aitona (1806)
- XIII Marquès de Comares (1806)
- XV Marquès de Dènia (1806)
- XVI Marquès de Pallars (1806)
- XIII Marquès de Priego (1806)
- VII Marquès de Puebla de Castro (1806)
- XV Marquès de Tarifa (1806)
- XI Marquès de Villafranca (1806)

Comtats
- XVIII Comte d'Osona (1789-1813)
- XV Comte d'Alcoutim (1805)
- XVI Comte de Cocentaina (1805)
- XII Comte d'El Castellar (1805)
- XV Comte del Risco (1805)
- XV Comte de Medellín (1805)
- X Comte de Villalonso (1805)
- XLVIII Comte d'Empúries (1806)
- XX Comte de Buendía (1806)
- XV Comte de Los Molares (1806)
- XXII Comte de Prades (1806)
- XIII Comte de Santa Gadea (1806)
- XIII Comte de Valenza y Valladares (1806)

Vescomtats
- XLII Vescomte de Bas (1806)
- XL Vescomte de Cabrera (1806)
- XXXVIII Vescomte de Vilamur

Senyories
- XXXII Senyor de la baronia d'Entença (1806-1837)
- XXII Senyor d'Arcos de Jalón (1806)
- XIX Senyor d'Enciso (1806)
- XVIII Senyor de Luzón (1806)
- XVIII Senyor de Somaén (1806)